# Secamone timorensis
Secamone timorensis är en oleanderväxtart som beskrevs av Joseph Decaisne. Secamone timorensis ingår i släktet Secamone och familjen oleanderväxter. Inga underarter finns listade i Catalogue of Life.